# Myszków
Myszków is een stad in het Poolse woiwodschap Silezië, gelegen in de powiat Myszkowski. De oppervlakte bedraagt 72,69 km², het inwonertal 33.016 (2005).

## Verkeer en vervoer
- Station Myszków